# Monte Meru (Tanzânia)
O monte Meru é um estratovulcão da Tanzânia, 70 km a oeste do Kilimanjaro, com 4565 m de altitude.
Está no centro do Parque Nacional Arusha. As suas férteis vertentes destacam-se da savana envolvente e permitem a existência de uma floresta com grande variedade de espécies de aves, mamíferos e plantas.